# New Left Review
New Left Review är en brittisk (engelsk) vänsterorienterad tidskrift, som startades 1960 som ett forum för intellektuell debatt. Tidningen fick en stor betydelse för vänsterrörelsen på 1960- och 70-talen och influerade även indirekt 68-vänstern. Förste redaktör var sociologen Stuart Hall senare Perry Anderson.
Namnet New Left, "Nya vänstern", kom från den amerikanske sociologen C. Wright Mills som i ett öppet brev, "Letter to the new left", tryckt i New Left Review, nr 5 1960, vände sig till de unga radikalerna i Europa. Den nya vänstern skulle bygga på den unge Marx humanistiska skrifter om människans frigörelse till skillnad mot den ortodoxa uttolkningen av hans skrifter särskilt i förekommande i Östeuropa, som folket kring New Left Review menade hade stelnat och blivit en förtryckande statsideologi. 
New Left Review är nära knutet till bokförlaget Verso Books. 